# Ситало, Артём Сергеевич
Артём Серге́евич Сита́ло (укр. Артем Сергійович Сітало, род. 1 августа 1989, Херсон) — украинский футболист, нападающий.

## Биография
Воспитанник херсонского футбола. В турнирах ДЮФЛ Украины выступал за херсонскую «Освиту» (56 игр, 15 голов). С 2009 по 2011 год выступал за херсонский «Кристалл» и хлебодаровский «Колос» в чемпионате Херсонской области, в 2011 — за «Кристалл» в любительском чемпионате Украины. В том же году в составе «Кристалла» заявился на выступления во второй лиге чемпионата Украины. В составе херсонского клуба выступал до 2014 года, был одним из лидеров и капитаном команды. В 2014 году перешёл в криворожский «Горняк», дебютировавший в первой лиге Украины. Дважды становился лучшим бомбардиром команды в сезоне, однако летом 2016 года «Горняк» был расформирован и Ситало был вынужден искать новый клуб.
26 июня 2016 года подписал контракт с кировоградской «Звездой», в предыдущем сезоне завоевавшей право в Премьер-лиге. В высшем дивизионе чемпионата Украины дебютировал 22 июля 2016 года, выйдя в стартовом составе в выездном матче против донецкого «Шахтёра». В первом же матче отличился, голом забитым в ворота Андрея Пятова. В течение сезона, несмотря на низкую результативность, был основным игроком команды. Тем не менее, в летнее межсезонье покинул кропивницкий клуб. Практически сразу после ухода подписал контракт с «Александрией». Дебютировал в составе новой команды 16 июля 2017 года в матче против донецкого «Олимпика».
22 мая 2021 года покинул «Александрию» по истечении срока контракта. Всего в составе клуба провёл 112 матчев в УПЛ, в которых забил 16 мячей. 24 мая 2021 года подписал контракт с «Ингульцом» рассчитанный на 3 года.

## Достижения
«Звезда» (Кропивницкий)
- Победитель Первой лиги Украины: 2016/17

«Ингулец»
- Победитель Первой лиги Украины: 2023/24